# Procaína bencilpenicilina
La bencilpenicilina procaína (DCI), conocida también como penicilina G procaína es un antibiótico betalactámico, del grupo de las penicilinas, resultante de la combinación de la penicilina G con un anestésico local, la procaína. Esta combinación tiene como fin reducir el dolor y la incomodidad asociada con la voluminosa inyección intramuscular de penicilina. Tras la administración de una inyección intramuscular, el fármaco se absorbe lentamente en la circulación y al cabo de unas cuatro horas proporciona niveles hemáticos en meseta que van disminuyendo lentamente durante las siguientes 15-20 horas. Se hidroliza en el hígado a bencilpenicilina. Aproximadamente en un 60% se fija a proteínas plasmáticas. La distribución es muy variable entre los distintos tejidos. La difusión a líquido cefalorraquídeo es muy pequeña. Se elimina rápidamente mediante excreción tubular, mecanismo que es mucho más lento en niños pequeños y en la insuficiencia renal. Aproximadamente entre el 60 y el 90% del fármaco es eliminado por la orina en las primeras 24-36 horas.  Por ello se indica cuando se desea que sus concentraciones sean bajas pero prolongadas. ,
Es bactericida en organismos sensibles a la penicilina actuando durante la división bacteriana.
Las bencilpenicilinas inhiben el paso final de la unión de peptidogligano mediante su unión a transpeptidasas, proteínas fijadoras de penicilinas, que se encuentran en la superficie interior de la cubierta celular bacteriana, inactivándolas. Otros mecanismos implicados: lisis bacteriana a causa de la inactivación de inhibidores endógenos de autolisinas bacterianas.
La penicilina procaínica se indica para todas las infecciones locales graves por estreptococos, bacterias anaerobias, neumococos y gonococos, sífilis, carbunco (como coadyuvante), otitis media aguda purulenta, mastoiditis aguda, amigdalitis aguda por estreptococo hemolítico del grupo A, neumonía neumocócica, absceso peritonsilar y submandibular y la gonorrea. Las indicaciones específicas de la procaína penicilina incluyen: sífilis, infecciones del aparato respiratorio donde el paciente no cumple su tratamiento oral, celulitis y erisipela.
En el pasado se usaba para el tratamiento de gonorrea genitourinaria, sin embargo la Neisseria gonorrhoeae frecuentemente produce betalactamasas y ha desarrollado resistencia a la penicilina, por lo que ha sido reemplazada por otros betalactámicos. También se usaba para el tratamiento de neumonía neumocócica no complicada, pero el surgimiento del Streptococcus pneumoniae penicilinorresistente en algunos países ha limitado su uso.
Está contraindicada en personas alérgicas a la penicilina o a la procaína. En algunos casos se ha originado una colitis pseudomembranosa como consecuencia del uso de la penicilina G procaína. Igualmente, en algunos sujetos sensibles, y después de dosis elevadas de procaína, ésta puede dar lugar a una reacción tóxica de inicio rápido, caracterizada por alteraciones nerviosas del tipo de ansiedad, confusión, agitación o alucinaciones. Su incidencia es aproximadamente del 0.2% y su duración es breve, desapareciendo entre 15 y 30 minutos.
No se han encontrado daños fetales en madres embarazadas que han sido tratadas con penicilina G procaína, pero no hay estudios claros que aporten evidencia de la benignidad de su uso. Igual ocurre en madres lactantes. Se considera por tanto fármaco de categoría B.
Varias de las presentaciones disponibles en el mercado llevan como excipientes lecitina, carboximetilcelulosa, povidona, metilparaben, propilparaben y citrato sódico.